# Tower Plaza
Der Tower Plaza (manchmal auch Tower Plaza Condominiums) ist ein Hochhaus in der US-amerikanischen Stadt Ann Arbor, Michigan. Das 26 Stockwerke zählende Gebäude besitzt eine architektonische Höhe bpm 81,5 Metern und ist damit das höchste Gebäude in Ann Arbor. Es wurde im Jahre 1969 fertiggestellt und ist im internationalen Stil gehalten. Ursprünglich beinhaltete es ausschließlich Apartments, bis diese im Jahre 1987 in Eigentumswohnungen umfunktioniert wurden. Da das Gebäude für die Größe der Stadt eine relativ große Höhe besitzt, wurde kurz nach der Fertigstellung ein Höhenlimit für Ann Arbor festgelegt. Es befindet sich in der Nähe der University of Michigan.